# Cyprus Confidential
Unter dem Namen Cyprus Confidential wurde am 14. November 2023 eine Recherche internationaler Medien veröffentlicht, die aufzeigen soll, wie russische Oligarchen über Briefkastengesellschaften auf Zypern Einfluss auf westliche Staaten und die Gemeinschaft nehmen und somit Sanktionen gegen Russland seit dem Überfall auf die Ukraine umgehen. Die Recherche wurde vom Internationalen Netzwerk investigativer Journalisten (ICIJ) und dem ZDF angestoßen.

## Herkunft und Inhalt
Die rund 3,6 Millionen in den Jahren 1995 bis 2022 überwiegend auf Englisch, Griechisch und Russisch abgefassten Dokumente stammen von den sechs zyprischen Finanzdienstleistern DJC Accountants, Connectedsky, Cypcodirect, Meritservus, Meritkapital sowie Kallias & Associates und dem lettischen Unternehmen Dataset SIA, das Dokumente aus dem Handelsregister Zyperns vertreibt. Sie wurden sowohl dem ZDF und paper trail media zugespielt als auch auf Distributed Denial of Secrets und dem Organized Crime and Corruption Reporting Project veröffentlicht, die diese mit dem ICIJ teilten. 270 bei 69 Medien beheimatete Journalisten analysierten die Datensätze.
Insgesamt 67 russische Milliardäre waren Kunden dieser zyprischen Finanzdienstleister. Das Wirtschaftsprüfungsunternehmen PricewaterhouseCoopers (PwC) half russischen Oligarchen dabei, Vermögen vor den Sanktionen in Sicherheit zu bringen. Dafür wurden Briefkastenfirmen auf Zypern gegründet, die das Vermögen verwalteten.

## Hintergrund
Im Mittelpunkt der Recherche steht Zypern, das den Einfluss ermöglicht haben soll. Die Inselrepublik unterhält vielschichtige Beziehungen zu Russland.
Im Zypernkonflikt um die Besetzung Nordzyperns durch türkische Streitkräfte profitiert Zypern von der russisch-türkischen Rivalität. Die Regierung unter Präsident Glafkos Klerides bestellte das S-300-Flugabwehrraketensystem.
Des Weiteren profitiert die Insel von russischen Touristen und Investoren. Bis 2013 bot die zyprische Regierung über ein Programm im Gegenzug für Investitionen Visa an.
Nach dem russischen Überfall auf die Ukraine zögerte die Regierung Anastasiadis Sanktionen gegen Russland zu verhängen. Die russische Bank VTB übertrug ihre Anteile an der zyprischen RCB Bank, um somit Sanktionen zu umgehen.

## Betroffene Personen
- Der Journalist Hubert Seipel besaß einen Sponsoringvertrag aus dem Jahre 2018 in Höhe von 600.000 Euro, die von einem Vertrauten Putins, dem Oligarchen Alexei Mordaschow, gezahlt wurden. Die Zahlungen wurden verdeckt über die Briefkastenfirma De Vere Worldwide Corporation auf den Britischen Jungferninseln abgewickelt. Ziel der Förderung sei, ein Buch Seipels „über die politische Landschaft in der Russischen Föderation“ zu schreiben.[7] Es gibt den Verdacht, dass Seipel seit 2013 ähnliche Sponsorenverträge mit mehreren russischen Oligarchen abgeschlossen hat.[8]
- Der russische Oligarch und Anteilseigner an TUI, Alexei Mordaschow, übertrug mithilfe von PwC Anteile an dem Touristikkonzern in Höhe von 1,5 Milliarden Euro an seine Ehefrau Marina.[2] Seit dem 28. Februar 2022 stand Mordaschow auf der Sanktionsliste der Europäischen Union, sein Vermögen musste daher eingefroren werden.[9] Die Staatsanwaltschaft nahm Ermittlungen auf.
- Roman Abramowitsch nutzte die Briefkastengesellschaften, um über schwarze Kassen Zahlungen an Spieler seines Fußballvereins FC Chelsea zur Unterstützung im Titelkampf der Premier League zu tätigen.[2][10] Mit den Zahlungen verstieß Abramowitsch möglicherweise gegen Regularien der Fußballliga.[11] Abramowitsch veräußerte den Club im Frühjahr 2022. Ebenfalls kaufte er das Medienunternehmen Video International über Briefkastenfirmen. Das Unternehmen soll Abramowitsch an Sergei Roldugin mit dreißig Millionen Euro Dividende veräußert haben.[2]
- Der ehemalige Finanzminister Österreichs Karl-Heinz Grasser steht ebenfalls in Verdacht, in Briefkastenfirmengeschäfte verwickelt zu sein.[12] Seine Einkünfte aus Managerverträgen für Meinl International Power sollen über Zypern abgewickelt worden sein.[13]